# Sneboldkamp
Sneboldkamp er en betegnelse for når to eller flere mennesker danner et eller flere hold, som kaster snebolde på hinanden. Dette er regnet som en leg, men kan i nogle tilfælde føre til alvorlige konsekvenser og skader.
I Norge regnes sneboldkampe som brud på regler på de fleste norske skoler, i frygt for at sten i sneboldene kan træffe en person i ansigtet og medføre øjenskader, som i værste fald kan medføre blindhed.
| Spil | Spire Denne artikel om spil eller lege er en spire som bør udbygges. Du er velkommen til at hjælpe Wikipedia ved at udvide den. |